# Slavíkov (Horní Radechová)
Slavíkov (německy Slawikau) je malá vesnice, část obce Horní Radechová v okrese Náchod. Nachází se asi 1 km na jihovýchod od Horní Radechové. V roce 2009 zde bylo evidováno 30 adres. V roce 2001 zde trvale žilo 60 obyvatel.
Slavíkov leží v katastrálním území Slavíkov u Náchoda o rozloze 1,52 km2.